# Barratta (метеорит)
Barratta (рус. Барра́тта) — первый найденный в Австралии метеорит-хондрит. Вес — 203000 граммов.
Согласно одной из версий, метеорит был найден в 1859 году австралийским скотоводом, согласно другой — прохожим в 1845 году недалеко от станции Барратта. Тем не менее считается, что «Barratta» является первым метеоритом, обнаруженным европейцами в Австралии.
Диаметр крупнейшего куска метеорита составлял 76 см, толщина 30 см и вес — около 100—150 кг. Общественности он был представлен в апреле 1871 года правительственным астрономом Расселом, который подтвердил его внеземное происхождение. Впоследствии один из кусков метеорита был передан в Сиднейскую обсерваторию, а оттуда был перемещён в Австралийский музей. Первое научное описание «Barratta» было сделано в 1845 году.
Всего имеется пять кусков метеорита (66 кг, 14 кг, 22 кг, 22 кг, 80 кг), которые были найдены между 1845 и 1889 годами. Первые три куска хранятся в Австралийском музее, остальные два — в одном из музеев Чикаго (США), хотя небольшие кусочки метеорита были распространены и по другим музеям мира.